# Alianza Internacional de Mujeres en la Música
La Alianza Internacional de Mujeres en la Música (en: International Alliance for Women in Music) (IAWM) es una organización internacional basada en Estados Unidos dedicada a fomentar y alentar las actividades de las mujeres en la música, particularmente en las áreas de actividad musical, como la composición, la interpretación y la investigación, en las que el sexismo  es una preocupación histórica y continua. La organización opera en EEUU como una organización sin fines de lucro 501(c)3. La IAWM tiene entre sus objetivos aumentar la programación de música compuesta por mujeres, por combatir la discriminación contra las mujeres músicas, incluso como miembros de orquestas sinfónicas, y por incluir información sobre las contribuciones de las mujeres músicas en los programas de estudio y libros de texto universitarios de música. Es especialmente conocida por su campaña de denuncia en 1997 sobreel sexismo y la discriminación de las mujeres en la Orquesta Filarmónica de Viena que logró la primera incorporación de una mujer en los 155 años de historia.

## Historia
La IAWM se formó en 1995 a partir de la fusión de tres organizaciones que surgieron en la década de los años 70 con los movimientos en defensa de   los derechos de las mujeres para combatir el trato desigual de las mujeres en la música: la International League of Women Composers (ILWC), fundada en 1975 por Nancy Van de Vate para crear y ampliar las oportunidades para las mujeres compositoras de música;  el International Congress on Women in Music  (ICWM), fundado en 1979 por Jeannie Pool para formar una base organizativa para conferencias y reuniones de mujeres en la música;    y la American Women Composers (AWC) fundada en 1976 por Tommie Ewart Carl para promover la música de mujeres compositoras.La  AWC creó una biblioteca de partituras musicales en la Universidad George Washington, publicó una revista, AWC News/Forum, y produjo conciertos y grabaciones de música de mujeres estadounidenses. 

## Actividades actuales
la IAWM continúa el trabajo de sus organizaciones matrices para lograr su misión cultural y educativa de equidad de género. La IAWM patrocina una búsqueda anual de nueva música realizada por mujeres.Ofrece premios en varias categorías y presenta las piezas ganadoras en un concierto público.  La organización también patrocina el Premio Pauline Alderman para trabajos musicológicos y periodísticos sobre las mujeres en la música.
La Revista de la IAWM, publica cuatro números al año e incluye investigaciones sobre las mujeres en la música, continuando la tradición de AWC News/Forum y el ILWC Journal.  La Revista de la IAWM es un recurso de primera mano sobre información sobre mujeres compositoras y ha sido citada como tal en artículos de investigación relacionados con ellas.  Otra revista fundada por la IAWM, Women & Music: A Journal of Gender and Culture, es editada y publicada por la University of Nebraska Press. 
Los congresos de la IAWM presentan composiciones, interpretaciones y artículos de investigación sobre las mujeres en la música.  Los miembros de la IAWM han participado activamente en la ampliación del currículo de música en colegios y universidades, ofreciendo cursos dedicados a los roles de las mujeres en la música. La labor de promoción de la Alianza Internacional de Mujeres en la Música ha contribuido a la inclusión de mujeres compositoras en los libros de texto de historia de la música en las universidades. 

### Denuncia del sexismo en la Orquesta Filarmónica de Viena
A principios de 1997 la IAWM lideró una protesta con la amenaza de una campaña de boicot a los conciertos estadounidenses de la Orquesta Filarmónica de Viena por el sexismo y la desigualdad que sufrían las mujeres. Finalmente en vísperas de la gira internacional de la orquesta que les llevaría a Costa Mesa y la ciudad de Nueva York se anunció que la arpista Anna Lelkes -quien había actuado en la orquesta como asociada durante 26 años - se incorporaría a la orquesta oficialmente como miembro, siendo la primera mujer admitida en los 155 años de historia de la orquesta.  En 2003 la presidenta de la organización envió una carta a periodistas con detalles de la discriminación de las mujeres en la filarmónica señalando los pocos avances desde la contratación de Lelkes obligada a jubilarse en 2001 aunque ella quería seguir trabajando y cómo la orquesta había vuelto a ser un conjunto exclusivamente masculino.

## Premios que otorga
La IAWM desempeña un papel importante en las carreras de muchas compositoras y patrocina varios premios para reconocer a compositoras y académicas.
El programa Búsqueda de Nueva Música de la organización engloba todos estos premios. Entre los compositoras que han recibido premios se incluyen Jennifer Higdon, Andrea Clearfield, Cynthia Folio, Mary Jane Leach, Victoria Bond, Anne LeBaron, Nina C. Young, Paula Matthusen, Li Yiding, Dorothy Chang, Stacy Garrop, Jeeyoung Kim, HyeKyung Lee y Patricia Morehead.
El Premio de la Comisión Ruth Anderson se otorga a una nueva instalación sonora con música electroacústica.
El premio Christine Clark/Theodore Front es para una gran obra de cámara u orquestal y puede incluir voz.
El Premio Miriam Gideon (patrocinado por la compositora Patsy Rogers ) es para una obra vocal con 1 a 5 instrumentos de una compositora de al menos 50 años de edad.
El Premio Libby Larsen es para una obra de cualquier género de una compositora que esté actualmente matriculada en la escuela.
El Premio Pauline Oliveros de Nuevo Género está destinado a obras que incorporen una forma o estilo innovador, como la improvisación, la multimedia, el uso de notación no tradicional, la instrumentación abierta o nuevas prácticas de interpretación.
El Premio PatsyLu es para música clásica de cualquier tipo realizada por mujeres de color y/o lesbianas.
El premio Portland Jazz Composers Ensemble Prize es para una composición de jazz de cualquier duración para conjunto pequeño o big band (4 a 17 instrumentos).
El premio Alex Shapiro es para una composición de gran conjunto de instrumentos de viento.
El Premio Judith Lang Zaimont está destinado a una composición instrumental extensa (grandes obras solistas o de cámara) de un compositor de al menos 30 años de antigüedad cuya música aún no haya sido grabada o publicada.
Los Premios Pauline Alderman fueron iniciados en 1985 por el Congreso Internacional de Mujeres en la Música para honrar a la musicóloga pionera Pauline Alderman . Se otorgan semestralmente y reconocen a las autoras de libros, artículos, materiales de referencia y otras publicaciones por su excelencia en el conocimiento sobre las mujeres en la música.